# 孟加拉國毒品戰爭
孟加拉國毒品戰爭，是孟加拉國總理謝赫·哈西娜領導下的孟加拉國政府對涉嫌毒販和吸毒者的持續運動。精英反犯罪單位快速行動營和警方對涉嫌毒販的法外殺戮受到人權組織和外國外交官的批評。

## 背景
孟加拉國的吸毒成癮者人數不詳，估計從10萬到400萬不等。自2015年以來，孟加拉國政府一直專注於根除一種名為雅巴的廉價甲基苯丙胺片劑，在此期間，警方已經緝獲了大量的藥丸。根據孟加拉國政府2016年的一份報告，2016年緝獲了超過2900萬粒“雅巴”藥丸，而2011年僅為130萬粒。一些毒販被指與執政的孟加拉國人民聯盟有關。

## 事件
孟加拉國於2018年5月中旬開始了大規模對「雅巴」的鎮壓，以應對「雅巴」貿易的激增。在行動的頭10天內，有五十二名被指控的毒販被證實被殺。據孟加拉國警方發言人稱，在行動的前三周內，約有15000人在全國範圍的突襲中被捕。從2018年5月中旬到2018年7月，有22000人因涉嫌參與毒品交易而被捕。據達卡人權組織Odhikar稱，從2018年5月中旬到2018年7月，有211名毒品嫌疑人被殺，其中三分之一以上首先被捕。大多數殺戮都遵循一個共同的劇本：被指控的毒販死於“槍戰”，通常是在晚上，在死去的毒販附近發現了武器和毒品。

## 爭議
據《每日電訊報》報導，有指控稱，該運動是“在今年晚些時候大選之前掀起一波法外殺戮和政治恐嚇的掩護”。在一次引述的事件中，反對派活動家哈比布爾·拉赫曼在一次據稱的槍戰中喪生。他的家人說，他在一座清真寺被捕，從未吸毒。聯合國人權事務高級專員、歐盟、人權觀察和美國駐孟加拉國大使都對遇難人數表示關切。
總理謝赫·哈西娜否認有任何無辜人民受到騷擾，內政部長阿薩杜扎曼·汗駁回了任何法外殺戮的指控。一名負責以一名涉嫌毒販被殺而告終的行動的警官說，吸毒導致了犯罪，並聲稱逮捕毒販無濟於事，他說:“他們保釋出來，他們再做同樣的事情，出售和使用毒品，”他說。每個毒販都應該被殺死。然後毒品就可以得到控制。
內政部長阿薩杜扎曼·汗否認了有關警方在沒有通過司法程序的情況下處決嫌疑人的指控。他告訴路透社:“我們的執法人員不會處決任何人。如果他們這樣做，他們將違反道德規範，如果調查證明他們的行為違反了法律，他們將被解僱。這不是一個無法無天的國家。“
有強烈指控稱，警察沒有對執政黨議員採取任何行動，阿卜杜勒·拉赫曼·巴迪和他的同事是執政黨議員，儘管五個國家機構的報告稱他是毒品交易的贊助人。